# Sandhursti Királyi Katonai Akadémia
A Sandhursti Királyi Katonai Akadémia (angolul: Royal Military Academy Sandhurst, rövidítve RMAS vagy RMA Sandhurst) katonai akadémia az Egyesült Királyságban, a Brit Hadsereg tisztképző központja. A berkshire-i Sandhurstben található. Megfogalmazott célja, hogy „nemzeti vezetési kiválósági központ” legyen. A Brit Hadsereg minden tisztjét itt képzik, emellett külföldieket is. A Brit Királyi Haditengerészet és a Brit Királyi Légierő külön tisztképző központokkal rendelkeznek. Egyes végzettjei Az Egyesült Királyság Védelmi Akadémiáján tanulnak tovább.

## Fordítás
- Ez a szócikk részben vagy egészben  a   Royal Military Academy Sandhurst című angol Wikipédia-szócikk ezen változatának fordításán alapul.  Az eredeti cikk szerkesztőit annak laptörténete sorolja fel. Ez a jelzés csupán a megfogalmazás eredetét és a szerzői jogokat jelzi, nem szolgál a cikkben szereplő információk forrásmegjelöléseként.